# ICRU
ICRU (International Commission on Radiation Units and Measurements) – Międzynarodowa Komisja ds. Jednostek Promieniowania i Pomiarów jest organem powołanym w 1925 roku przez Międzynarodowy Kongres Radiologii. Jej zadaniem jest ujednolicenie i upowszechnienie na skalę międzynarodową jednostek związanych z promieniowaniem i radioaktywnością oraz związanych z nimi odpowiednich metod pomiarowych.